# Tragic Kingdom
Albums de No Doubt
The Beacon Street Collection
(1995) Return of Saturn
(2000)
Tragic Kingdom est le troisième album du groupe No Doubt. L'album a été numéro 1 du Billboard américain de décembre 1996 à février 1997, et numéro 14 du Top 50 français en mars 1997, classement dans lequel il restera de façon continue de la semaine du 17 janvier à la semaine du 2 mai 1997, puis de la semaine du 1er août à celle du 3 octobre 1997,.
En France, l'ordre des singles issus de l'album sera différent de celui aux États-Unis, dû au succès notamment de Don't Speak dans son pays d'origine, qui y sortit en avril 1996 comme troisième single de Tragic Kingdom, et qui sera par la suite le premier single à sortir en France, faisant exploser la popularité du groupe. Ce single restera dans le Top 50 pendant 23 semaines consécutives, en y entrant la même semaine que l'album jusqu'à la semaine du 20 juin 1997, et dans le top 10 de ce classement de la semaine du 31 janvier à celle du 2 mai,. Le second single issu de l'album, et qui fait d'ailleurs son entrée dans le Top 50 la même semaine que le précédent en sort, est Just a girl, qui fut lui le premier single de l'album à être sorti aux États-Unis, et s'entend dans le film Clueless, sorti peu de temps avant, également pendant l'été 1995. Au Royaume-Uni, l'immense succès du second single Don't Speak mena à une nouvelle sortie pendant l'été 1997 du premier single Just a girl (sortie cette fois simultanée avec celle en France donc), qui atteignit alors la 3e position dans les classements face à la 28e seulement précédemment. En France, Just a girl resta dans le Top 50 jusqu'à la semaine du 19 septembre 1997, atteignant jusqu'à la 28e position les semaines du 22 août et 5 septembre.

## Liste des titres
1. Spiderwebs – 4:28
2. Excuse Me Mr. – 3:04
3. Just a Girl – 3:29
4. Happy Now? – 3:43
5. Different People – 4:34
6. Hey You – 3:34
7. The Climb – 6:37
8. Sixteen – 3:21
9. Sunday Morning – 4:33
10. Don't Speak – 4:23
11. You Can Do It – 4:13
12. World Go 'Round – 4:09
13. End It on This – 3:45
14. Tragic Kingdom – 5:31